# Carmen (Bohol)
Pour les articles homonymes, voir Carmen.

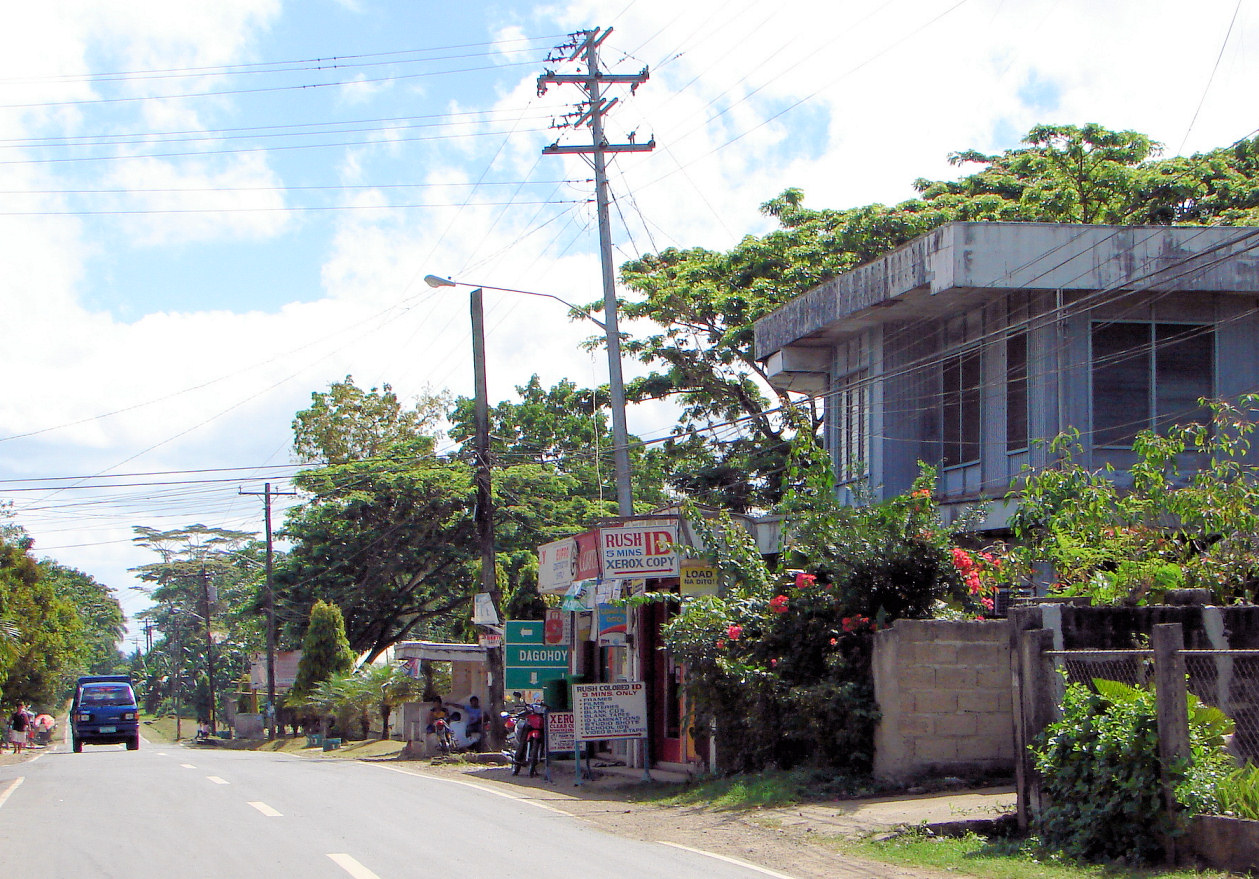
Carmen

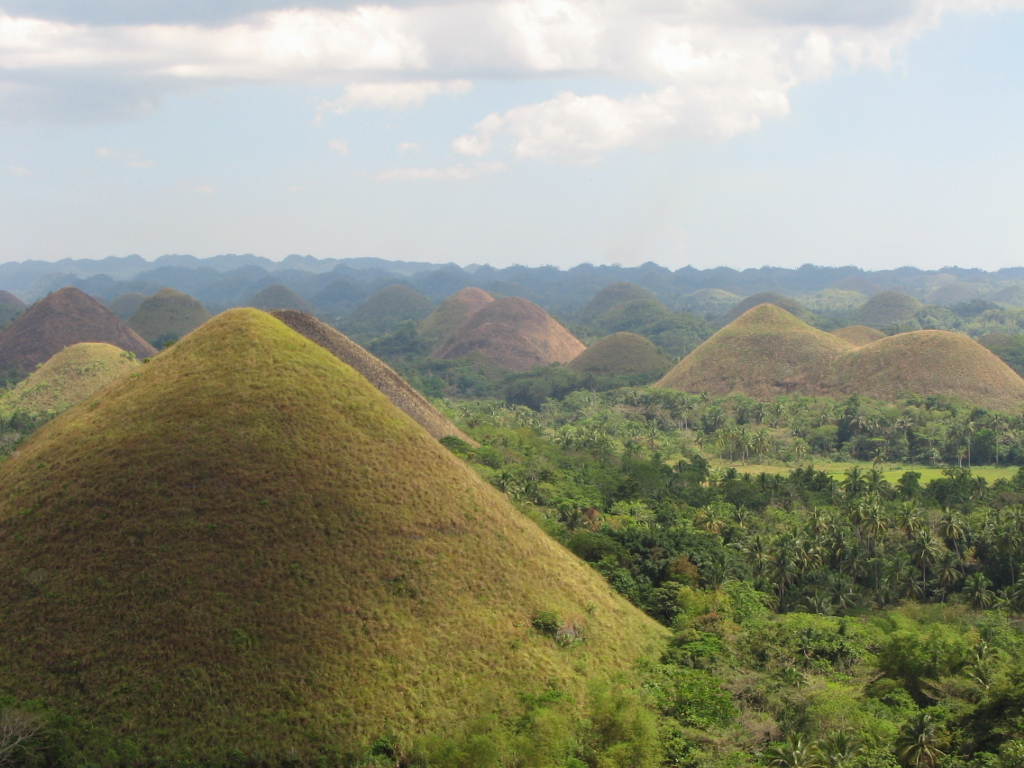
Chocolate Hills de Carmen, Bohol

Carmen est une municipalité de la province de Bohol.
On compte 29 barangays :
| - Alegria - Bicao - Buenavista - Buenos Aires - Calatrava - El Progreso - El Salvador - Guadalupe - Katipunan - La Libertad - La Paz - La Salvacion - La Victoria - Matin-ao - Montehermoso | - Montesuerte - Montesunting - Montevideo - Nueva Fuerza - Nueva Vida Este - Nueva Vida Sur - Nueva Vida Norte - Poblacion Norte - Poblacion Sur - Tambo-an - Vallehermoso - Villaflor - Villafuerte - Villarcayo |